# Alice Mills
Alice Mary Mills (ur. 23 maja 1986 w Brisbane) – australijska pływaczka, dwukrotna mistrzyni olimpijska, mistrzyni świata, dwukrotna wicemistrzyni świata (basen 25 m).
Specjalizuje się w pływaniu stylem dowolnym i zmiennym. Największym osiągnięciem zawodniczki jest złoty medal igrzysk olimpijskich w Atenach w sztafecie na dystansie 4 x 100 m stylem dowolnym. Płynąc razem z Lisbeth Lenton, Petrią Thomas i Jodie Henry, sztafeta australijska osiągnęła wynik 3.35,94 min, ustanawiając rekord świata. Podczas tych samych igrzysk zdobyła również złoty medal w sztafecie 4 x 100 m stylem zmiennym, występując jednak tylko w wyścigu eliminacyjnym. Cztery lata później zdobyła brązowy medal podczas igrzysk olimpijskich w Pekinie w sztafecie na dystansie 4 x 100 m kraulem, przegrywając w finałowym wyścigu z Holenderkami i Amerykankami. Jest mistrzynią świata z Montrealu (2005), płynąc w finałowym wyścigu 4 x 100 m kraulem i dwukrotną indywidualną wicemistrzynią. Dwa srebrne medale mistrzostw świata zdobyła podczas mistrzostw świata w Barcelonie, przegrywając jedynie z Holenderką Inge de Bruijn na 50 m kraulem i Janą Kłoczkową z Ukrainy na dystansie 200 m stylem zmiennym.

## Osiągnięcia

### Igrzyska olimpijskie
| Olimpiada  | Data             | Konkurencja               | Rezultat    | Miejsce |
| ---------- | ---------------- | ------------------------- | ----------- | ------- |
| Ateny 2004 | 14 sierpnia 2004 | 4 x 100 m stylem dowolnym | 3:35,94 min |         |
| Pekin 2008 | 10 sierpnia 2008 | 4 x 100 m stylem dowolnym | 3:35,05 min |         |

### Mistrzostwa świata
- 2003 Barcelona –  brąz - 4 x 100 m stylem dowolnym
- 2003 Barcelona –  srebro - 200 m stylem zmiennym
- 2003 Barcelona –  srebro - 4 x 200 m stylem dowolnym
- 2003 Barcelona –  srebro - 50 m stylem dowolnym
- 2005 Montreal –  złoto - 4 x 100 m stylem dowolnym

### Mistrzostwa świata (basen 25 m)
- 2008 Manchester –  srebro - 4 x 100 m stylem zmiennym
- 2008 Manchester –  srebro - 4 x 100 m stylem dowolnym

## Rekordy świata
| Data             | Miejsce | Konkurencja               | Rezultat    | Status           |
| ---------------- | ------- | ------------------------- | ----------- | ---------------- |
| 14 sierpnia 2004 | Ateny   | 4 x 100 m stylem dowolnym | 3:35,94 min | do 31 lipca 2006 |